# Partido Popular Demócrata Cristiano
El Partido Popular Demócrata Cristiano (PPDC) fue un partido político español de ideología centrista y orientación demócrata cristiana, que estuvo brevemente activo durante la Transición española. 

## Historia
Fue fundado el 8 de octubre de 1976 mediante la fusión de Izquierda Demócrata Cristiana —escisión de Izquierda Democrática— que presidía Fernando Álvarez de Miranda, Afirmación Social Española, cuyo líder era José Rodríguez Soler, y el Grupo Democristiano Independiente, que encabezaba Emilio Carrascal, junto a otros dirigentes como Íñigo Cavero y Óscar Alzaga.  Fue presentado a la prensa el 8 de noviembre de ese mismo año.
Poco después de su creación, el PPDC mantuvo conversaciones con el Partido Popular Democrático Andaluz (PPDA), Izquierda Democrática (ID) y el Partido Popular (PP) para converger en un solo partido democristiano, lo cual finalmente no prosperó.
El 30 de diciembre de 1976, el partido acordó una alianza electoral con el Equipo Demócrata Cristiano del Estado Español, lo cual no se materializó debido a su posterior acuerdo con fines electorales con otros partidos centristas reunidos en la coalición Centro Democrático, el 25 de enero de 1977. El 18 de febrero presentó la documentación para su inscripción en el Registro de Partidos Políticos del Ministerio del Interior.
El 4 de abril de 1977 se fusionó con la Unión Democrática Española (UDE) para formar el Partido Demócrata Cristiano, que un año más tarde se integró en la Unión de Centro Democrático (UCD) del Presidente Adolfo Suárez.